# Мол-Рамсей, Фокс, 11-й граф Далхаузи

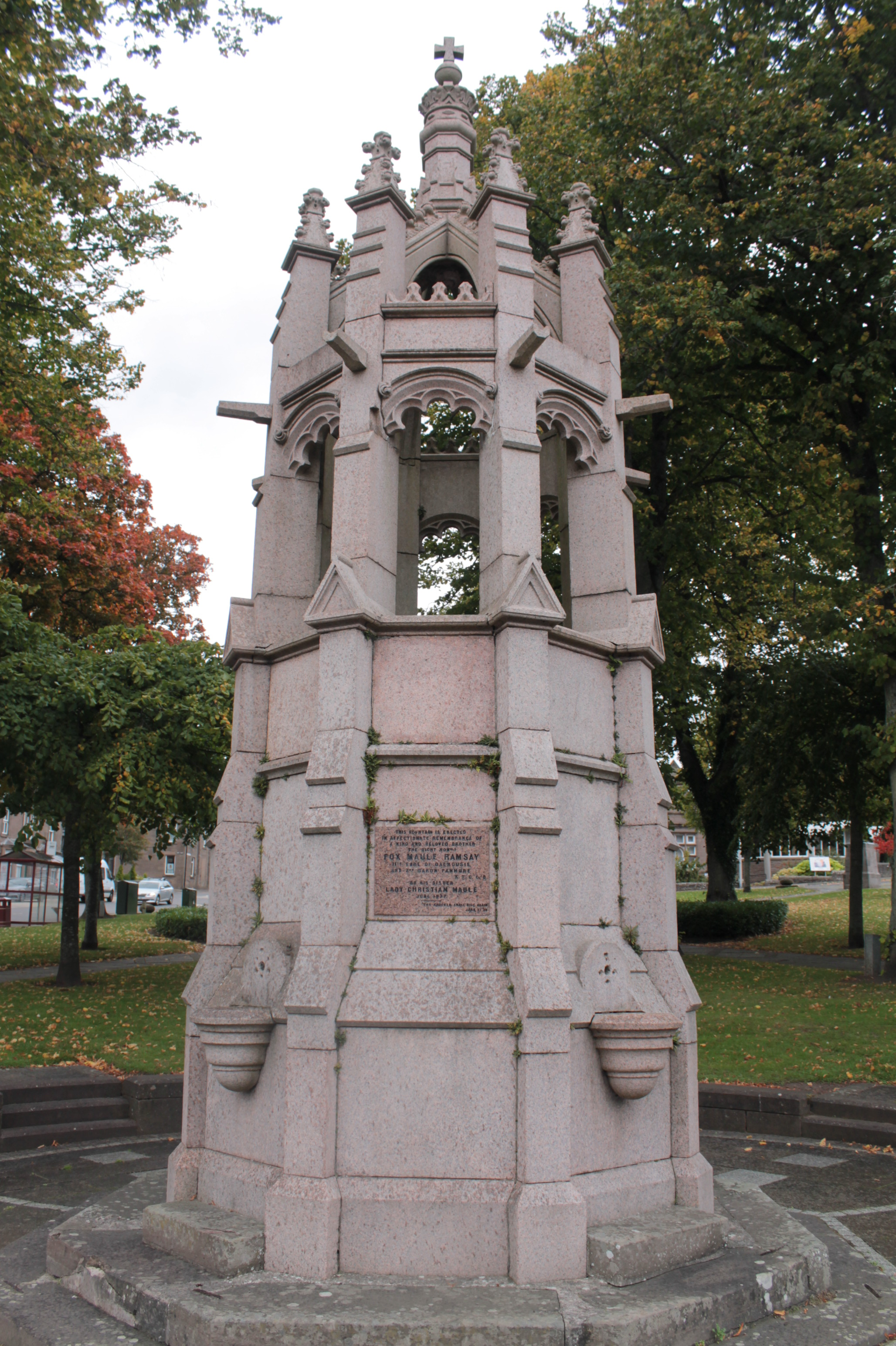
Памятник Фоксу Молу Рэмси в Брикину

Фокс Мол-Рамсей, 11-й граф Далхаузи (англ. Fox Maule-Ramsay, 11th Earl of Dalhousie; 22 апреля 1801 — 6 июля 1874) — британский пэр и политик. Он был известен как Фокс Мол с 1801 по 1852 год и как лорд Панмур с 1852 по 1860 год.

## Происхождение и образование

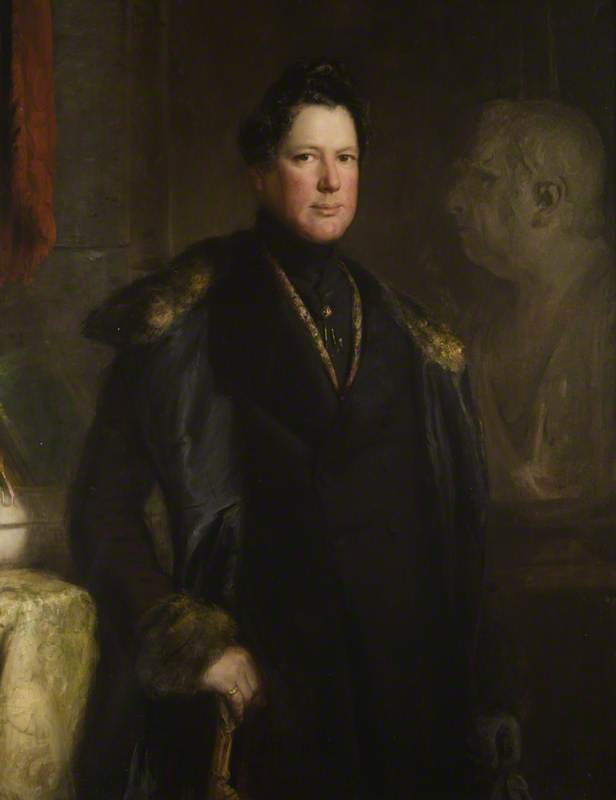
Фокс Мол Томаса Дункана

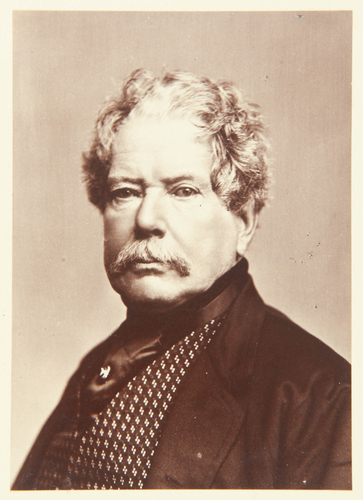
Фокс Мол из Королевского коллекционного фонда

Родился в замке Брикин 22 апреля 1801 года. Старший сын Уильяма Мола, 1-го барона Панмура (1771—1852), и Патриции Херон Гордон (? — 1821). Внук Джорджа Рамсея, 8-го графа Далхаузи. Он был назван в честь Чарльза Джеймса Фокса, известного вига.
Он получил образование в Чартер-Хаусе в Лондоне. В 1819 году он получил звание прапорщика в 79-м полку горцев Камерона.

## Политическая карьера
Несколько лет он служил в Канаде в штабе своего дяди, графа Далхаузи. В 1831 году, достигнув звания капитана, он вышел в отставку из армии и, женившись на достопочтенной Монтегю, дочери второго лорда Аберкромби, поселился в Далгиз-Хаусе на берегу реки Тэй, недалеко от Данкельда. Это был его дом на протяжении двадцати лет.
Фокс Мол заседал в Палате общин Великобритании от Пертшира (1835—1837), Элгин-Бергса (1838—1841) и Перта (1841—1842). В правительстве лорда Мельбурна (1835—1841) Фокс Мол был заместителем министра внутренних дел, а при лорде Джоне Расселе он был военным министром с июля 1846 по январь 1852 года, когда в течение двух или трех недель он был президентом Совета по контролю.
В апреле 1852 года он стал преемником своего отца в качестве 2-го барона Панмура. В феврале 1855 года он был назначен государственным секретарем по вопросам войны в правительстве лорда Палмерстона. Лорд Панмур занимал эту должность до февраля 1858 года. Он был в военном министерстве в течение завершающего периода Крымской войны и столкнулся с большой долей критики. Он был хранителем Малой печати Шотландии в 1853—1874 годах.
Всегда интересуясь церковными делами, лорд Далхаузи был видным сторонником Свободной церкви Шотландии после того, как она отделилась от Церкви Шотландии в результате раскола 1843 года. В декабре 1860 года он унаследовал титул 11-го графа Далхаузи от своего родственника, 1-го маркиза Далхаузи . Вскоре после этого он сменил свою фамилию на «Мол-Рамсей» (его отец изменил свою фамилию на «Мол» с патронимического имени семьи «Рамсей» до того, как получил титул барона Панмура).
Он умер в замке Брикин 6 июля 1874 года в той же комнате, в которой родился .

## Масонство
В 1832 году Фокс Мол был назначен Старшим Великим Стражем Объединенной Великой Ложи Англии, а позднее (как Лорд Панмур) Заместителем Великого Магистра в 1857 году . Он был избран Великим Магистром Великой Ложи Шотландии в 1867 году. В 1860 году Ложа Панмур (теперь № 723) была учреждена и названа в честь тогдашнего Заместителя Великого Мастера.

## Свадьба
4 апреля 1831 года Фокс Мол-Рамсей женился на достопочтенной Монтегю Аберкромби (25 мая 1807 — 11 ноября 1853), дочери Джорджа Аберкромби, 2-го барона Аберкромби, и достопочтенной Монтегю Дандас. У супругов не было детей. Она умерла в ноябре 1853 года в возрасте 46 лет. Лорд Далхаузи умер в июле 1874 года в возрасте 73 лет. После его смерти баронство Панмур угасло, но графство Далхаузи (и его вспомогательные титулы) перешло к его кузену Джорджу Рамсею.